# Fundamental (álbum de Andy Summers e Fernanda Takai)
Fundamental é um disco idealizado pelo ex-guitarrista do The Police, Andy Summers, em parceria com a vocalista do Pato Fu, Fernanda Takai. Foi lançado em 2012 e as faixas são composições de Andy na voz suave de Fernanda. O disco é bilíngue, possuindo cinco faixas em português e seis em inglês.

## Faixas
1. "Fundamental" (Andy Summers)
2. "Pra Não Esquecer" (Andy Summers)
3. "Chuva No Oceano" (Andy Summers)
4. "Sorte no Amor" (Andy Summers)
5. "No Mesmo Lugar" (Andy Summers)
6. "Falling From The Blue" (Andy Summers)
7. "You Light My Dark" (Andy Summers)
8. "Skin Deep" (Andy Summers)
9. "Smile And Blue Sky Me" (Andy Summers)
10. "I Don't Love You" (Andy Summers)
11. "Human Kind" (Andy Summers)

## Integrantes
- Fernanda Takai
- Andy Summers